# Damy priglašajut kavalerov
Damy priglašajut kavalerov (Дамы приглашают кавалеров) è un film del 1980 diretto da Ivan Kiasašvili.

## Trama
Il film racconta di una donna che sogna una vita personale felice, ma è sfortunata.